# Victim of Love
『Victim of Love feat.Taka』(ヴィクティム・オブ・ラブ・フィーチャリング・タカ)は日本の歌手絢香の15作目の配信限定シングル。

## 解説
作曲は絢香が行い、作詞はONE OK ROCKのTakaが担当。約半年間に及ぶ制作期間を経て完成された楽曲であり、アルバム『LOVE CYCLE』の発売に先駆けてリリースされた。
2020年にTakaと清水翔太とが共同して発足させた『[ re: ]project』に絢香が参加したことがきっかけであり、そこからはTakaとの交流を深めていく中で今回の構想が出たのだという。
本作のアレンジメントにはUTAが参加、楽曲制作のやりとりは、全てリモートを通して行われており、歌詞や歌のパートを始めとする細かい要素は互いにボイスメモを録り、送り合いつつ仕上げていった。ボーカルのレコーディングは絢香とTakaが共にスタジオに入って行われた。
また、ビデオ・クリップも制作されており、配信開始日にYouTubeにおいて公開された。

## 収録曲
1. Victim of Love feat.Taka (3:55)
作詞：Taka / 作曲：絢香 / 編曲：UTA